# Desmos (herramienta gráfica)
Desmos es una calculadora gráfica implementada como una aplicación de navegador y una aplicación móvil.  Hasta septiembre de 2012,  ha recibido alrededor de 1 millón de dólares estadounidenses de los fondos de Kapor Capital, Learn Capital, Kindler Capital, Elm Street Ventures y Google Ventures. Además de permitir representar gráficamente tanto ecuaciones e inecuaciones, también dispone de listas, parcelas, regresiones, variables interactivas, restricciones de grafos, gráficos simultáneos, piecewise función graphing, función polar graphing, dos tipos de rejillas de gráficos — entre otras características computacionales generalmente encontradas en una calculadora programable. También puede ser utilizado en varias lenguas diferentes.